# Парамбела
Парамбела (на гръцки: Παραμπέλα) е археологически обект, разкрит близо до съвременното костурско градче Хрупища (Аргос Орестико) от Късната античност и Средновековието. Открити са сгради с мозаечни подове. В 1966 година археологическият обект е обявен за паметник на културата.